# Плавции
Плавциите (на латински: Plautii, gens Plautia) са римска плебейска фамилия от gens Plautia с мъжкото име (nomen gentile) Плавций (Plautius). Жените носят името Плавция (Plautia). Произлизат от Пренесте в Лацио.
Фамилията дава през 4 век пр.н.е. 7 консули. По време на империята те са водеща сенаторска фамилия и са сватове с юлианско-клавдиевата и антонинската династии.

## Известни представители на фамилията
- Гай Плавций Прокул, консул 358 пр.н.е.
- Гай Плавций Венон Хипсей, консул 347 и 341 пр.н.е.
- Луций Плавций Венон (консул 330 пр.н.е.)
- Гай Плавций Дециан, консул 329 и 328 пр.н.е.
- Публий Плавций Прокул, консул 328 пр.н.е.
- Луций Плавций Венон (консул 318 пр.н.е.)
- Гай Плавций Венокс, цензор 312 пр.н.е.
- Луций Плавций Хипсей (претор 189 пр.н.е.), претор 189 пр.н.е.
- Гай Плавций (претор 146 пр.н.е.), претор 146 пр.н.е.
- Луций Плавций Хипсей (претор 139 пр.н.е.), претор 139 или 135 пр.н.е.
- Марк Плавций Хипсей, консул 125 пр.н.е.
- Марк Плавций Силван (трибун), народен трибун 89 пр.н.е., автор на закона lex Plautia Papiria
- Публий Плавций Хипсей (претор 55 пр.н.е.), претор 55 пр.н.е.
- Авъл Плавций (претор 51 пр.н.е.)
- Ургулания, майка на Марк Плавций Силван
  - Марк Плавций Силван (консул 2 пр.н.е.)
    - Плавция Ургуланила, първата съпруга на император Клавдий
    - Марк Плавций Силван (претор 24 г.)
- Авъл Плавций (консул 1 пр.н.е.), суфектконсул 1 пр.н.е.
  - Квинт Плавций, консул 36 г.
  - Плавция (майка на Петрония), съпруга на Публий Петроний, майка на Петрония (съпруга на Вителий)
  - Авъл Плавций, суфектконсул 29 г., завоювател на Британия и първият управител от 43 до 47 г.
    - Плавций Латеран, сенатор 1 век.
- Публий Плавций Пулхер, претор 36 г.
- Плавций (юрист), юрист 1 век.
- Игнота Плавция, съпруга на Гай Авидий Нигрин; баба на император Луций Вер
  - Авидия Плавция Нигрини, съпруга на римския император Луций Елий
    - Цейония Плавция, дъщеря на император Луций Елий и Авидия Плавция
- Луций Елий Ламия Плавций Елиан, суфектконсул 80 г.
- Марк Плавций Силван Елиан, брат на суфектконсула от 80 г.
- Тиберий Плавций Силван Елиан, консул 45 и 74 г., легат 61 – 66 г. в Мизия; брат на суфектконсула от 80 г. и осиновен от консула от 2 пр.н.е.
- Луций Плавций Октавиан, прадядо на римския император Септимий Север
  - Плавция Октавила, майка на Фулвия Пия (майка на Септимий Север)
  - Гай Фулвий Плавциан (* 130), благородник от Лептис Магна
    - Гай Фулвий Плавциан (Плавциан), преториански префект 197 г., консул 203 г.
      - Фулвия Плавцила, съпруга на Каракала
      - Гай Фулвий Плавт Хортензиан
- Авидия Плавция (съпруга на Аквилин), съпруга на Луций Епидий Титий Аквилин (консул 125 г.)
  - Плавций Квинтил, консул 159 г.; съпруг на Цейония Фабия, дъщеря на император Луций Елий Цезар
    - Марк Педуцей Плавций Квинтил, консул 177 г., съпруг на Ания Аврелия Фадила, дъщеря на император Марк Аврелий
      - (Плавций) Квинтил
      - Плавция Сервила

  - Луций Титий Плавций Аквилин, консул 162 г.
- Квинт Хедий Лолиан Плавций Авит, консул 209 г.